# Божими (Вармінсько-Мазурське воєводство)
Божими (пол. Borzymy, нім. Borschimmen) — село в Польщі, у гміні Каліново Елцького повіту Вармінсько-Мазурського воєводства.
Населення — 488 осіб (2011).
У 1975-1998 роках село належало до Сувальського воєводства.

## Демографія
Демографічна структура станом на 31 березня 2011 року:
|          | Загалом | Допрацездатний вік | Працездатний вік | Постпрацездатний вік |
| -------- | ------- | ------------------ | ---------------- | -------------------- |
| Чоловіки | 252     | 50                 | 176              | 26                   |
| Жінки    | 236     | 53                 | 147              | 36                   |
| Разом    | 488     | 103                | 323              | 62                   |